# Jeff Viggiano
Jeffrey Donald "Jeff" Viggiano, (nacido el 24 de julio de 1984 en Hartford, Connecticut) es un jugador de baloncesto estadounidense. Con 1.96 de estatura, su puesto natural en la cancha es el de alero. 

## Trayectoria
- Universidad de Massachusetts (2002-2006)
- Norrköping Dolphins (2006-2007)
- Soproni KC (2007-2008)
- Pallacanestro Pavia (2008-2009)
- Olimpia Milano (2009-2010)
- Pallacanestro Biella (2010-2011)
- Olimpia Milano (2011)
- Pallacanestro Treviso (2011-2012)
- Basket Brindisi (2012-2013)
- Mens Sana Basket (2013-2014)
- Reyer Venezia (2014- )